# Wilhelmine Heimburg
Wilhelmine Heimburg, właściwie Emilie Wilhelmine Bertha Behrens (ur. 7 września 1848 w Thale, zm. 9 września 1912 w Niederlößnitz) – niemiecka pisarka.

## Życiorys

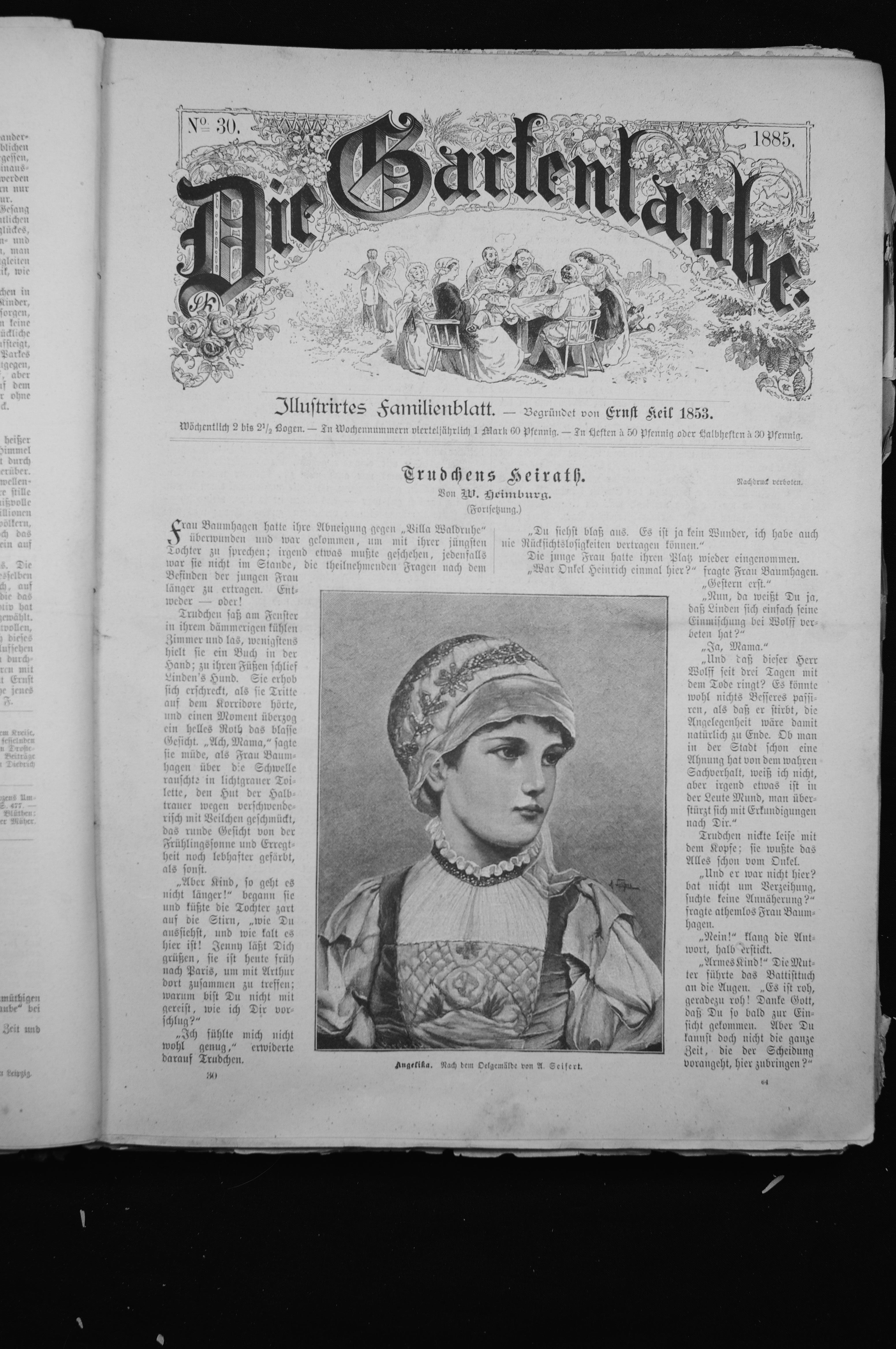
Strona Die Gartenlaube, 1885

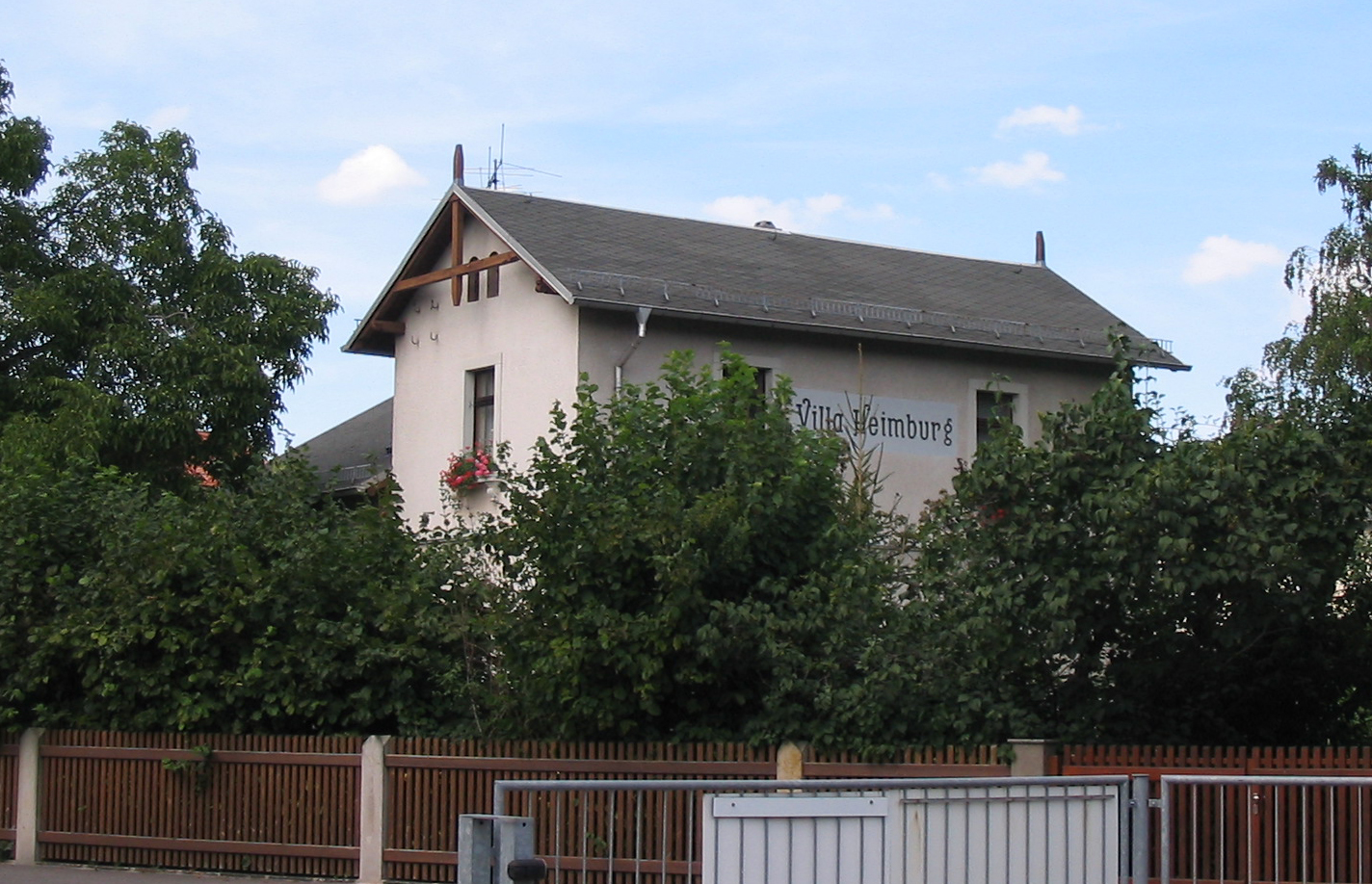
Villa Heimburg w Kötzschenbroda, dom, w którym mieszkała Wilhelmine Heimburg

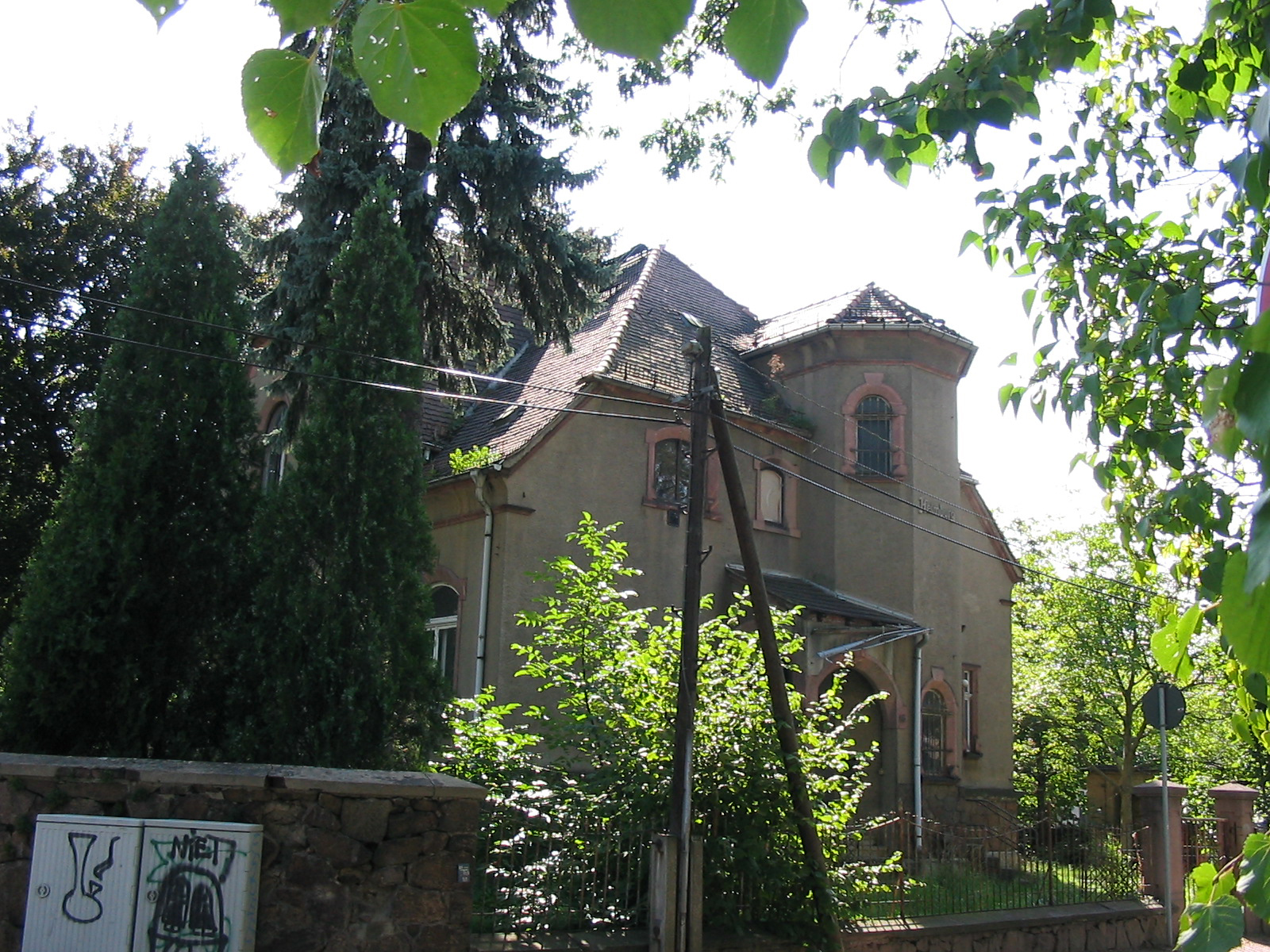
Dom w Niederlößnitz, w którym mieszkała Wilhelmine Heimburg od 1910 r.

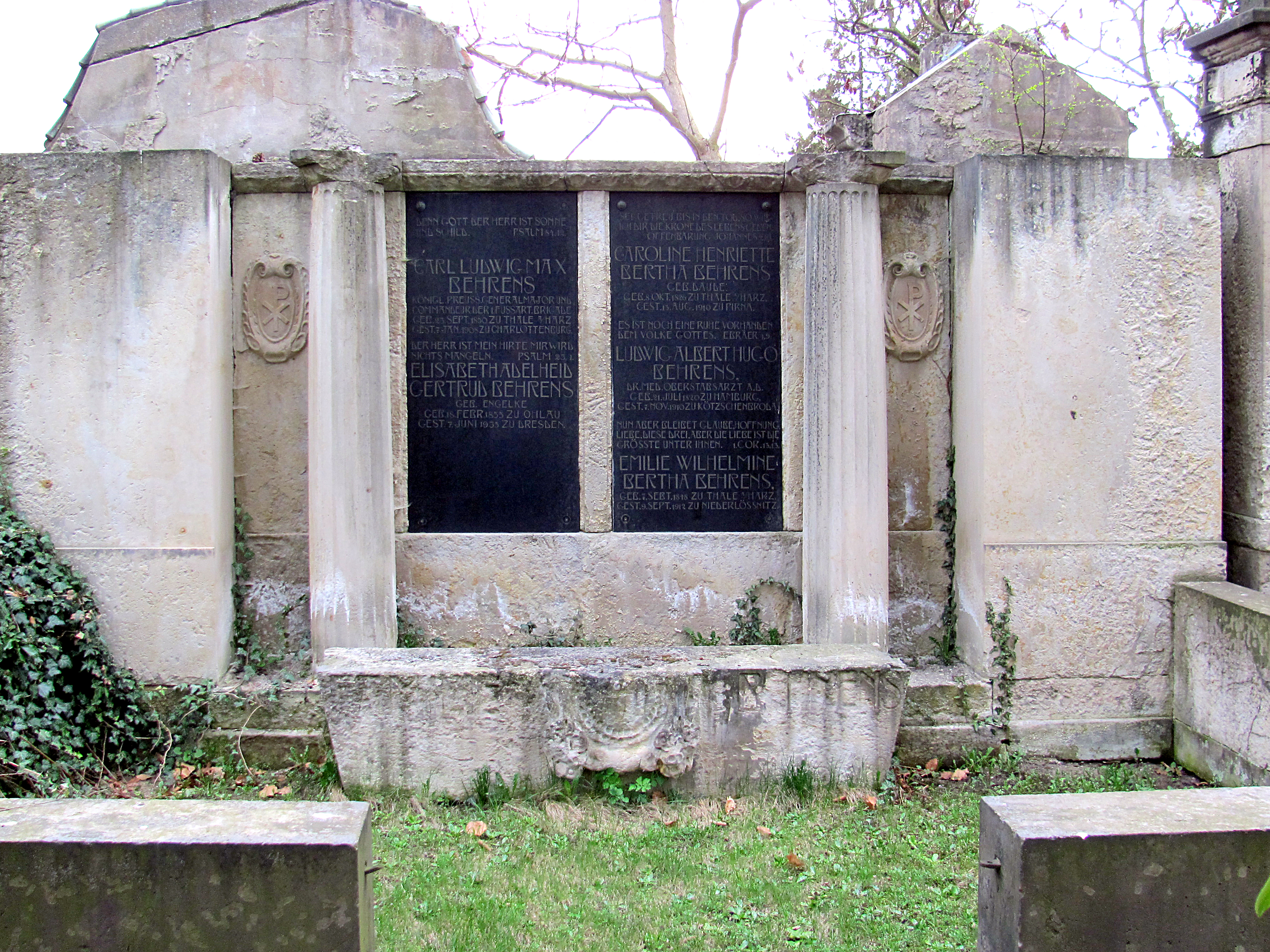
Grobowiec rodziny Behrens na Friedhof Radebeul-West

Bertha Behrens urodziła się w 1848 r. w Thale. Jej ojcem był Hugo Behrens (1820–1910), doktor wojskowy i pisarz (pseudonim B. Renz), a matką Karolina Henrietta Bertha Daude (1826–1910). Kształciła się w Quedlinburgu, gdzie jej ojciec został przeniesiony w 1852 roku. W dzieciństwie i wczesnej młodości często przeprowadzała się ze względu na służbę wojskową ojca. W 1868 r. rodzina mieszkała w Głogowie, a od 1876 do 1878 r. w Salzwedel, gdzie napisała swoją pierwszą powieść Melanie, która ukazała się w kobiecej gazecie „Viktoria” w 1876 r. i zyskała przychylność czytelników. 
W 1878 r. ukazała się pierwsza powieść w formie książkowej Aus dem Leben meiner alten Freundin ukazująca sielankowy obraz życia małego miasteczka. Powieść Ihr einziger Bruder (1882) osiągnęła 17 wydań. Od 1878 r. była stałym pracownikiem Ernsta Keila, wydawcy popularnego magazynu „Die Gartenlaube”. Wszystkie jej późniejsze powieści zostały po raz pierwszy opublikowane w czasopiśmie „Gazebo”, zanim ukazały się w formie książkowej. 
Kolejno mieszkała we Frankfurcie nad Menem, Arnstadt a od 1881 r. w Kötzschenbroda, dzielnicy saksońskiego miasta Radebeul w powiecie miśnieńskim. Od czasu pobytu w Arnstadt przyjaźniła się z cenioną pisarką Eugenie Marlitt. Po jej śmierci w 1887 r. została poproszona o dokończenie powieści Das Eulenhaus nad którą zaczęła pisać Marlitt przed śmiercią, aby mogła zostać dołączona do wydanej pośmiertnie kolekcji Marlitt-Gesamtausgabe. W 1910 r., po śmierci ojca, kupiła dom w Niederlößnitz, obecnie dzielnica Radebeul. 
Bertha Behrens publikowała powieści pod pseudonimem Wilhelmine Heimburg. W swoich powieściach poruszała problemy i potrzeby współczesnych jej kobiet. Tworzyła historie bez konkretnego tła historycznego, a także osadzone w zamkach i wśród szlachty, w których popierała równe prawa dla wszystkich ludzi. Zyskała dużą popularność dzięki licznym powieściom, które publikowane były w dużych nadkładach. Cieszyła się uznaniem krytyki literackiej, była ceniona przez niemieckich pisarzy m.in. Theodora Storma, Adolfa Hinrichsena, Hedwigę Courths-Mahler. Theodor Fontane opisał w swojej autobiografii, z jakim entuzjazmem czytano jej dzieła.  

## Wybrana twórczość
- Aus dem Leben meiner alten Freudin, 1879
- Lumpenmüllers Lieschen, 1879
- Ihr einziger Bruder, 1882
- Waldblumen, 1882
- Trudchens Heirat, 1884
- Ein armes Mädchen. Das Fräulein Pate, 1886
- Dazumal, eight stories, 1887
- Unter der Linde, 1888
- Eine unbedeutende Frau, 1891
- Um fremde Schuld, 1895
- Antons Erben, 1898
- Sette Oldenroths Liebe, 1902
- Gesammelte Romane und Novellen, dziesięć tomów, 1894–97
- Dr. Danz und seine Frau, 1903
- Wie auch wir vergeben, 1907
- Ueber steinige Wege, 1908
- Der Stärkere, 1909
- Familie Lorenz, 1910